# Richtersveld (landschap)
Het Richtersveld (Afrikaans: Richtersveld Nasionale Park, Engels: Richtersveld Cultural and Botanical Landscape) is een gebied in het uiterste noordwesten van Zuid-Afrika. Het bergachtige woestijngebied is het laatste gebied in Zuidelijk Afrika waar de oorspronkelijke Nama-inwoners nog als rondtrekkende herders leven. In 2007 wees UNESCO het gebied daarom aan als werelderfgoed.
Richtersveld is een zeer dun bevolkte gemeente aan de grens met Namibië. Het wordt in het noorden begrensd door de Oranjerivier en in het westen door de Atlantische Oceaan. Slechts enkele honderden mensen leven in het bergachtige noordoosten van de gemeente. Het noordelijkste deel van de gemeente wordt gevormd door het Nationaal park Richtersveld, dat sinds 2003 samen met Namibië als transnationaal park wordt bestuurd. Ten zuiden van dit nationale park bevindt zich het gebied van het werelderfgoed dat sinds 2000 onder de naam Richtersveld Community Conservancy bescherming geniet. Aan de grenzen van het gebied liggen de dorpen Kuboes, Lekkersing en Eksteenfontein. Het eigendom van zowel het nationale park als van de Community Conservancy ligt bij een Community Property Association van de daar levende Nama en Bosluis-Basters.
Het Richtersveld is een droge bergwoestijn, waar de temperaturen gedurende de dag en het jaar sterk wisselen. Vorst in de winter en een temperatuur boven de 40 °C in de zomer zijn niet ongebruikelijk. In het grootste deel van het Richtersveld valt in de winter regen, meestal tussen mei en september. In de bergen komt in de zomer ook onweer voor. Door deze klimatologische omstandigheden is een unieke biodiversiteit ontstaan. Het gebied telt bijna 5000 succulentensoorten. Het wordt gerekend tot de ecoregio Succulenten-Karoo

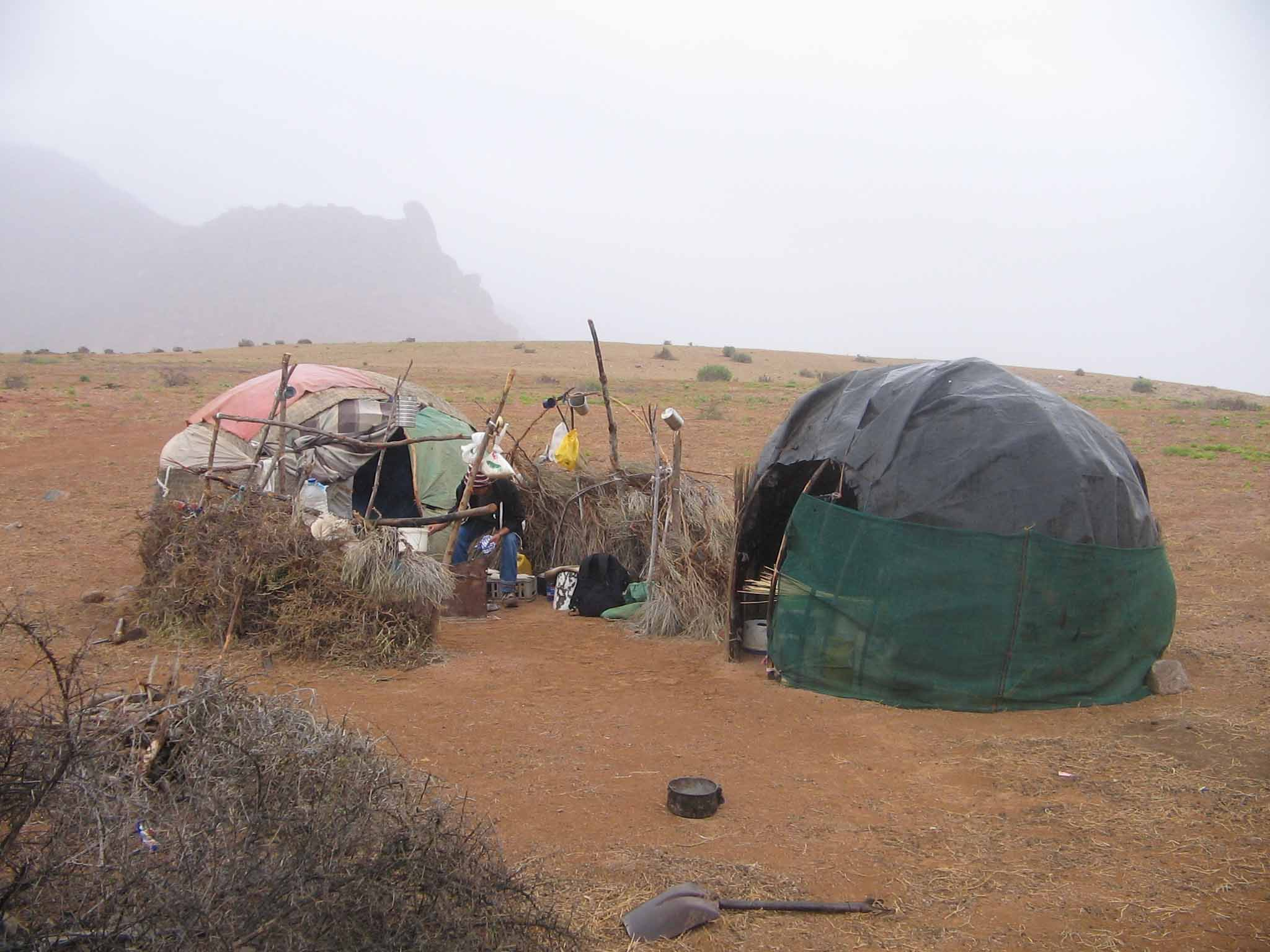
Hutten van de Nama